# Távoraaffæren
Távoraaffæren var en politisk skandale ved det portugisiske hof i det 18. århundrede. Begivenhederne blev udløst af mordforsøget på kong Josef 1. af Portugal i 1758 og sluttede med den offentlige henrettelse af hele Távorafamilien og dens nærmeste slægtninge i 1759. Nogle historikere fortolker hele affæren som et forsøg fra premierminister Sebastião de Melo (senere markis af Pombal) på at begrænse de gamle adelsfamiliers voksende magt.

## Optakt
Efter Jordskælvet i Lissabon 1755, som ødelagde kongepaladset, forlagde kong Josef 1. af Portugal residensen til et stort kompleks af telte og barakker i Ajuda i udkanten af byen. Dette var centrum for Portugals politiske og sociale liv. Kongen boede der med sit hof, som blev styret af premierministeren Sebastião José de Carvalho e Melo, og her samledes den portugisiske højadel. 
Premierministeren var en streng herre, søn af en adelsmand, som havde et udestående med den gamle adel, som foragtede ham. Det kom ofte til sammenstød mellem dem og de blev tolereret af kongen, som havde tiltro til Sebastião de Melo på grund af hans dygtige ledelse efter jordskælvet.
Kong Josef 1. var gift med Mariana Vitoria af Borbón, princesse af Spanien, og havde fire døtre. Selv om han havde et lykkeligt familieliv (kongen elskede sine døtre og fornøjede sig med at lege med dem og tage dem på ture i naturen), havde Josef 1. en favoritelskerinde: Teresa Leonor, der var gift med Luis Bernardo, Távorafamiliens arving. 
Luis Bernardos forældre, markise Leonor af Távora og hendes mand Francisco Assis, greve af Alvor og tidligere vicekonge i Portugisisk Indien, stod i spidsen for en af de mest magtfulde familier i kongeriget. De var i familie med hertugen af Aveiro, hertugen af Cadaval og markisen af Alorna. De var også blandt de mest indædte af Sebastião de Melos fjender. Leonor af Távora havde politisk indflydelse og var stærkt optaget af, at rigets affærer var blevet overdraget til en person, som efter hendes mening var en opkomling uden uddannelse. Hun var også en troende katolik med stærke bånd til jesuitterne, heriblandt hendes egen skiftefader Gabriel Malagrida.

## Mordforsøget
Om aftenen den 3. september 1758 kørte kong Josef 1. i en anonym karet på en ubefærdet bivej i udkanten af Lissabon. Kongen var på vej tilbage til teltene i Ajuda efter en aften med sin elskerinde. Et sted på vejen blev kareten antastet og beskudt af to eller tre mænd. Josef 1. blev ramt i armen, og kusken blev afvorligt såret. Begge overlevede imidlertid og nåede til Ajuda.
Sebastião de Melo tog kontrollen over situationen. Han hemmeligholdt angrebet og kongens kvæstelser og indledte en hurtig undersøgelse. Nogle få dage senere blev to mænd arresteret for angrebet og torteret. Mændene indrømmede deres skyld og hævdede, at de handlede efter ordre fra Távorafamilien, som pønsede på at sætte hertugen af Aveiro på tronen. Begge mænd blev hængt den følgende dag, endnu inden det forsøgte kongemord blev meddelt offentligheden.

### Arrestationer, retssag og dom
I de følgende uger blev markise Leonor of Távora, hendes mand greven af Alvor samt alle deres sønner, døtre og børnebørn arresteret. De påståede konspiratorer hertugen af Aveiro og Távoraernes svigersøn markisen af Alorna samt greven af Atouguia blev arresteret sammen med deres familier. Leonor af Távoras skriftefader Gabriel Malagrida blev også arresteret. 
De blev alle tiltalt for højforræderi og forsøg på kongemord. De fremlagte beviser ved den fælles retssag var simple: 
- De henrettede snigmorderes tilståelser
- Mordvåbenet som tilhørte hertugen af Aveiro
- Antagelsen om at kun Távoraerne kunne have vidst, hvor kongen var den pågældende aften, da han var på vej tilbage fra et møde med Teresa af Távora (som også blev arresteret).

Távoraerne afviste alle anklager, men blev til sidst dømt til døden. Deres ejendomme blev konfiskeret af kronen, deres slot i Lissabon ødelagt, og der blev strøet salt på jorden, deres navne blev slettet fra adelslisten og deres våbenskjold forbudt.  
Den oprindelige dom omfattede henrettelse af hele familier, inklusiv kvinder og børn. Kun indgriben fra dronning Mariana og tronarvingen Maria Francisca reddede de fleste af dem. Markisen blev imidlertid ikke sparet. Hun og de andre, der var blevet dømt til døden, blev offentligt tortureret og henrettet den 13. januar 1759 på en mark nær Lissabon. Kongen var tilstede sammen med sit forvirrede hof. Távoraerne var deres ligemænd og familie, men premierministeren ønskede, at de skulle forstå budskabet. 
Efterfølgende blev jorden overstrøet med salt for at forhindre fremtidig plantevækst. Endnu i dag er marken en plads i Lissabon, der hedder Terreiro Salgado ("det saltede område"). I et hjørne står en lav skamstøtte med inskription. Da der ikke er hverken helgenstatuer eller nicher i nærheden blev støtten i praksis til et populært pissoir.  

### Efterspil
Gabriel Malagrida blev brændt på bålet nogle få dage senere, og jesuitterordenen forbudt. Alle dens ejendomme blev konfiskeret og alle jesuitter blev fordrevet fra portugisisk territorium både i Europa og i kolonierne.
Alornafamilien og døtrene af hertugen af Aveiro blev dømt til livsvarig indespærring i forskellige klostre. 
Sebastião de Melo blev udnævnt til greve af Oeiras for sin kompetente håndtering af affæren, og senere blev han i 1770 udnævnt til markis af Pombal, det navn som han er kendt under i dag.

## Diskussion
Om Távoraerne var skyldige bliver fortsat debatteret blandt portugisiske historikere. På den ene side er det anspændte forhold mellem aristokratiet og kongen veldokumenteret. Manglen på en mandlig tronarving var utilfredsstillende for de fleste af dem, og hertugen af Aveiro var bestemt en mulig kandidat som efterfølger. 
På den anden sider peger nogle på et belejligt tilfælde: med dommen over Távoraerne og jesuitterne var alle Sebastião de Melos fjender borte og adelen tæmmet. Desuden hævder Távorafamiliens forsvarere, at mordforsøget på Josef 1. kan have været et tilfældigt angreb fra landevejsrøvere, da kongen færdedes uden garde eller tegn på rang på en farlig vej ved Lissabon. Et andet tegn på mulig uskyld er det faktum, at ingen af Távoraerne eller deres allierede forsøgte at flygte fra Portugal i dagene efter angrebet.